# Тарнавский, Владимир
Владимир Тарнавский (исп. Vladimiro Tarnawsky; 19 августа 1939, Киев, Украинская ССР, СССР) — аргентинский футболист, вратарь.

## Биография
Ещё ребёнком покинул СССР. Его первым клубом был «Порвенир», в котором он играл с 1951 по 1956 год, проводя большую часть времени на скамье запасных. С 1957 года по 1960 год играл за «Ньюэллс Олд Бойз». В 1960 году перешёл в «Сан-Лоренсо де Альмагро». Дебютировал за команду 17 апреля против «Велес Сарсфилда». В 1960 сыграл 5 матчей в Кубке Либертадорес, а команда дошла до полуфинала, где уступила уругвайскому «Пеньяролю». В 1961 году вместе с командой завоевал второе место в чемпионате Аргентине, уступив лишь «Расингу» из города Авельянеда. В 1963 году выступал за «Эстудиантес». Всего в чемпионате Аргентины сыграл 150 матчей. Позже играл в США за «Тризуб» из Филадельфии и «Беконс» (Бостон).
В 1959 году провёл 1 матч за сборную Аргентины.

## Достижения
- Серебряный призёр чемпионата Аргентины (1): 1961